# Love from a Stranger (Agatha Christie-színdarab)
A Love from a Stranger Agatha Christie 1936-ban bemutatott színdarabja. Agatha Christie Frank Vosperrel adaptálta színpadra Christie egy korábbi színdarabjából, a The Strangerből, valamint egy novellájából, a Fülemüle-villából. 
A Love from a Stranger 1936 márciusában nyitott a londoni West End New Theatre-jében (ma Noël Coward Theatre). Néhány évvel később filmfeldolgozás készült belőle Ann Harding és Basil Rathbone főszereplésével.
A színdarabot 1938-ban a BBC televízió élőben közvetítette. Egy átdolgozását Amerikában a Suspense című rádiósorozatban mutatták be, ahol Orson Welles játszotta Gerald szerepét-
2018-ban az Egyesült Királyságban nagy sikerű turnéra ment a darab, mely során számos brit városban bemutatták.
Színpadon Magyarországon még nem került bemutatásra.

## Szereplők
- Louis Garrard
- Mavis Wilson
- Cecily Harrington
- Bruce Lovell
- Nigel Lawrence
- Hodgson
- Ethel
- Dr. Gribble

## Szinopszis
Cecily Harrington vőlegénye Szudánban van, amikor a nő nagyobb összeget nyer és elhatározza, hogy elhalasztja az esküvőt, hogy Európában utazgasson. A kirándulás közben találkozik Bruce Lovellel, aki azonnal leveszi a lábáról a romantikára éhező Cecilyt. Összeházasodnak és a férfi vidéki házába költöznek. Ámde hamar kiderül, hogy Lovell nem az az elbűvölő úriember, akinek tűnik, hanem a legveszélyesebb fajtájú, mániákus gyilkos, akinek feltett szándéka a végezni az új feleségével.
Amikor Cecily rádöbben szerencsétlen sorsára, csapdába szorulva próbál kétségbeesetten szabadulni a szituációból.